# Torquéole de Boulton
Arborophila rufipectus
Espèce
Statut de conservation UICN

 EN C2a(i) : En danger
La Torquéole de Boulton (Arborophila rufipectus) est une espèce d'oiseaux de la famille des Phasianidae.

## Distribution
Cet oiseau est endémique en Chine : sud du Seutchouan (centre et est), extrême nord du Yunnan dans les comtés de Suijang et Yongshan.

## Habitat
La Torquéole de Boulton fréquente les forêts feuillues latifoliées humides de moyenne altitude à relief faiblement accidenté.

## Mœurs
La Torquéole de Boulton vit en groupes familiaux de cinq ou six oiseaux, probablement le couple avec la dernière nichée. Elle se nourrit de graines, de fruits et d’invertébrés.

## Voix
Le chant territorial est formé d’une double note répétée assez lentement plusieurs fois.

## Nidification
Cette espèce est monogame et le nid consiste en une simple dépression aménagée entre les racines d’un arbre.

## Statut, conservation
La Torquéole de Boulton est l’une des espèces de perdrix les plus menacées (BirdLife International 2008). Elle est classée « en danger » et figure sur la liste des oiseaux protégés en Chine. Jusqu’à récemment, la destruction de la forêt primaire représentait la menace principale, bien que des observations aient montré que cette espèce vit aussi dans les forêts replantées avec espèces locales. La situation était catastrophique au début des années 90 car l’espèce était partout menacée par la destruction de la forêt primaire remplacée par des plantations de conifères ne convenant pas à cette espèce. Elle ne se rencontrait que dans une seule réserve en Chine, dont les limites étaient fixées sur des critères administratifs et géographiques et qui semblait trop petite pour contenir des populations viables à long terme (McGowan & Fuller 2006).